# Viola Jäger
Viola Jäger (* 1970 in Hagen) ist eine deutsche Filmproduzentin.

## Leben
Viola Jäger absolvierte ab 1993 ein Produktions- und Medienwirtschaftsstudium an der Hochschule für Fernsehen und Film München. Nach ihrem Abschluss 1997 stieg sie als Produzentin und Gesellschafterin bei Olga Film, München ein. Seit 2009 ist sie dort Geschäftsführerin.
2011 wurde sie für Vincent will Meer mit dem Deutschen Filmpreis und dem Jupiter ausgezeichnet.

## Filmografie (Auswahl)
- 2001: Mädchen, Mädchen
- 2003: Ganz und gar
- 2004: Napola – Elite für den Führer
- 2004: Mädchen, Mädchen 2 – Loft oder Liebe
- 2006: Schwere Jungs
- 2006: Kommissarin Lucas – Das Verhör
- 2006: Kommissarin Lucas – Skizze einer Toten
- 2007: Kommissarin Lucas – German Angst
- 2007: Kommissarin Lucas – Das Totenschiff
- 2008: Kommissarin Lucas – Wut im Bauch
- 2008: Wir sind das Volk – Liebe kennt keine Grenzen
- 2010: Vincent will Meer
- 2016: Der Hodscha und die Piepenkötter
- 2018: Asphaltgorillas
- 2018: Die Heiland – Wir sind Anwalt (Fernsehserie, 6 Folgen)
- 2023: Manta Manta – Zwoter Teil
- 2025: Mädchen Mädchen